# هنري إليس
هنري إليس (بالإنجليزية: Henry Ellis)‏ هو مستكشف أمريكي، ولد في 1721 في إنجلترا في المملكة المتحدة، وتوفي في 21 يناير 1806 في نابولي في إيطاليا.